# Supiori
Supiori is een eiland en regentschap in de Geelvinkbaai of Cenderawasih-Baai in de Indonesische provincie Papoea. Het eiland ligt ten westen van Biak en is daarvan door een smal kanaal, de Teluk Surendidori gescheiden.
Het eiland is veertig kilometer lang en gemiddeld 25 kilometer breed. Het is heuvelachtig en grotendeels begroeid met tropisch regenwoud. Een groot deel van het regenwoud is een beschermd natuurgebied. De bodem bestaat voornamelijk uit koraalkalk. De voornaamste nederzettingen zijn Korido op de zuidkust en Yenggarbun op de noordkust. Ten zuiden van Supiori liggen de kleine koraaleilandjes Aruri (Insumbabi) en Rani. Voor 1963 was het een onderdeel van Nederlands-Nieuw-Guinea en behoorde het tot de onderafdeling Schouteneilanden van het bestuursressort Geelvinkbaai.
Stadsgemeente: Jayapura

Regentschappen: Asmat · Biak Numfor · Boven Digoel · Deiyai · Dogiyai · Intan Jaya · Jayapura · Jayawijaya · Keerom · Kepulauan Yapen · Mappi · Merauke · Mimika · Nabire · Nduga · Paniai · Pegunungan Bintang · Puncak · Puncak Jaya · Sarmi · Supiori · Tolikara · Waropen · Yahukimo · Yalimo